# Nesogenes africanus
Nesogenes africanus är en snyltrotsväxtart som beskrevs av George Taylor. Nesogenes africanus ingår i släktet Nesogenes och familjen snyltrotsväxter. Inga underarter finns listade i Catalogue of Life.